# Stockholm

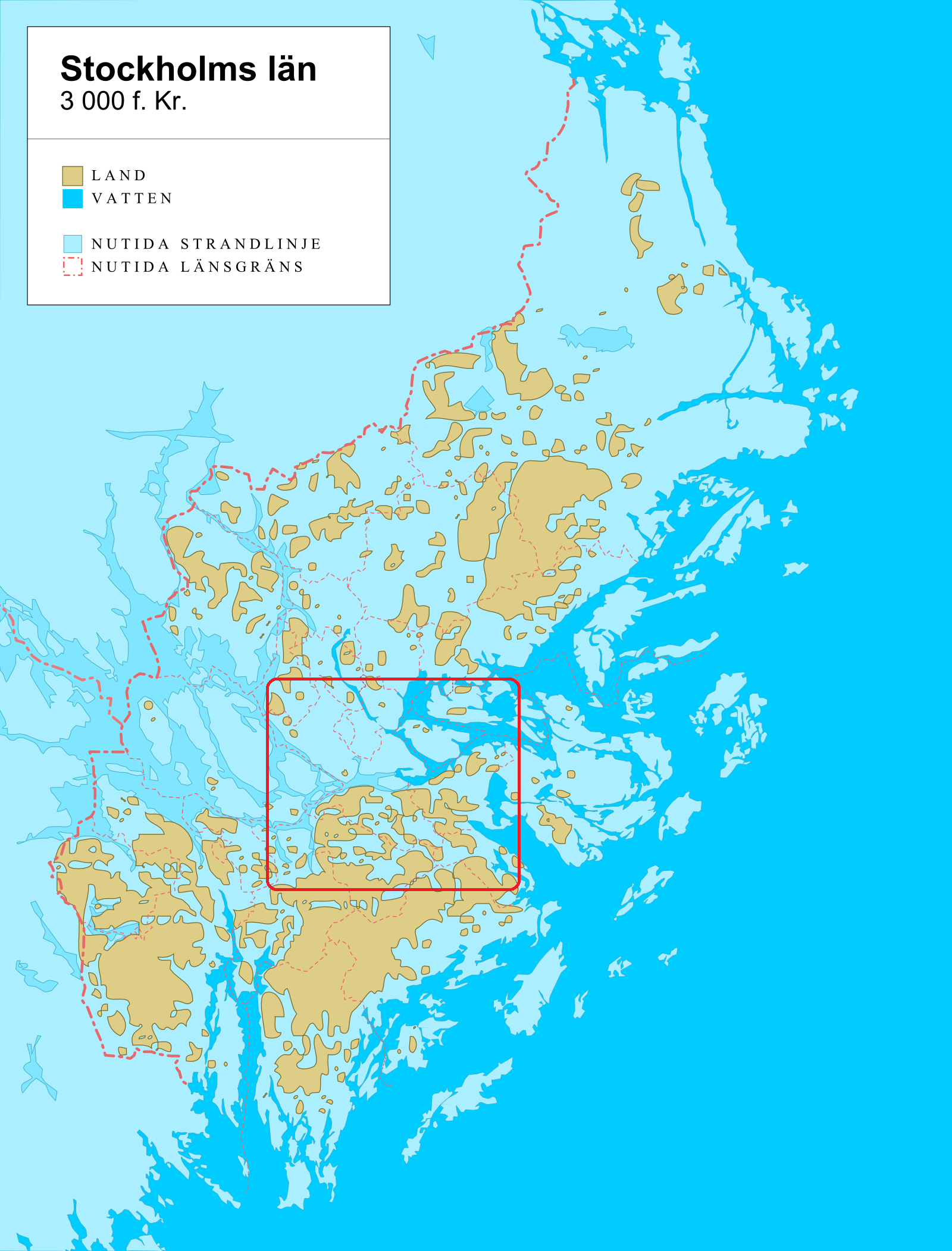
Stockholmsområdet vid 3 000 f.kr.

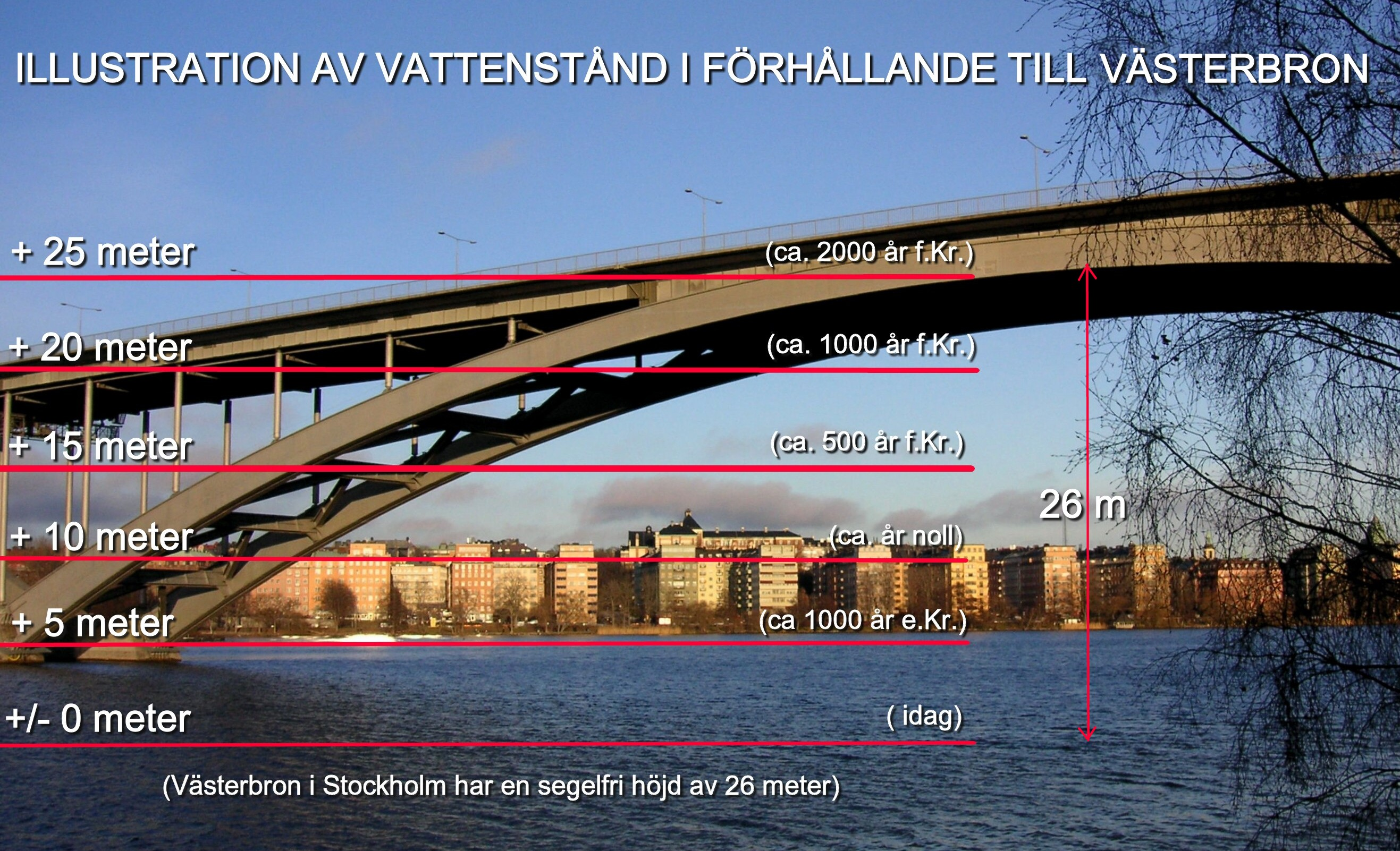
Illustration av olika historiska vattenstånd i Stockholmstrakten med hjälp av Västerbron

Stockholmul este capitala și cel mai mare oraș din Suedia. Orașul este totodată reședința regiunii administrative Stockholms län. Stockholmul avea în anul 2009 o populație de 829.417 locuitori (2.019.182 în zona metropolitană).
Fiind capitala Suediei, Stockholm este sediul Guvernului și al Parlamentului. Este de asemenea orașul de reședință al șefului statului, Regele Carol al XVI-lea Gustaf.
Prima atestare documentară a orașului datează din 1252, când era o piață importantă în comerțul cu fier din minele de la Bergslagen. Se spune că orașul a fost fondat de Birger Jarl, cu scopul de a proteja Suedia de invazia maritimă a forțelor străine și pentru a împiedica jefuirea unor cetăți ca Sigtuna pe lacul Mälaren.
Cimitirul Skogskyrkogården din Stockholm a fost înscris în anul 1994 pe lista patrimoniului cultural mondial UNESCO.
Orașul este deservit de aeroportul Stockholm-Arlanda, situat între Stockholm și Uppsala.

## Demografie
Populația orașului Stockholm în perioada anilor 1900-2012

## Orașe înfrățite
| - Addis Ababa, Etiopia - Bassano del Grappa, Italia - Belgrad, Serbia - Copenhaga, Danemarca - Istanbul, Turcia - Godthåb, Groenlanda | - Helsinki, Finlanda - Kiev, Ucraina - La Paz, Bolivia - Oslo, Norvegia - Reykjavík, Islanda - Santiago de Cali, Columbia | - Sankt Petersburg, Rusia - Sarajevo, Bosnia și Herțegovina - Siracuza, Italia - Tallinn, Estonia - Tirana, Albania - Tórshavn, Insulele Feroe - Vilnius, Lituania |

## Personalități
Printre cele mai cunoscute personalități născute în Stockholm se pot enumera:
- Gustav Adolf (1594 - 1632), rege al Suediei;
- Ulf von Euler (1905 - 1983), fiziolog, farmacolog, laureat Nobel pentru Medicină;
- Greta Garbo (1905 - 1990), actriță;
- Ingrid Bergman (1915 - 1982), actriță, laureată cu trei premii Oscar;
- Benny Andersson (n. 1946), muzician, membru al grupului ABBA;
- Björn Borg (n. 1956), jucător de tenis.
- Per Yngve Ohlin muzician 16 ianuarie 1969 - 8 aprilie 1991